# Diazirina

Struttura generale dei composti organici diazirine

La diazirina è un composto eterociclico con due atomi di azoto e uno di carbonio in un anello a tre-membri, con un legame doppio.
Vi sono due isomeri di struttura dell'diazirina: L'1H-diazirina con un doppio legame tra gli atomi C=N, è instabile e si ricompone alla forma
tautomerica 3H-diazirina, un composto eterociclo di tre atomi (1 carbonio, 2 azoto) con un legame doppio N=N, quindi la forma insatura della diaziridina. Questo isomero stabile si può considerare come una diazina deformata.
Le diazirine sono una classe di molecole organiche costituite da un carbonio legato a due atomi di azoto, che sono uniti tra loro a doppio legame, formando un anello simile al ciclopropano, dove gli atomi H sono sostituiti da gruppi radicali R (areni o alchilici). Dopo irraggiamento con luce ultravioletta, le diazirine formano reattivi carbeni, che possono essere inseriti nei legami C-H, N-H e O-H.
Quindi, le diazirine sono cresciute in popolarità come piccoli reagenti di reticolazione foto-reattivi. Vengono di frequente usati in studi di etichettatura di fotoaffinità per osservare una varietà di interazioni, incluse quelle ligando-recettore, ligando-enzima, proteina-proteina e acido nucleico-proteina.

## Sintesi delle diazirine
Esistono numerosi metodi nella letteratura per la preparazione delle diazirine (diazirinazione), che iniziano da una varietà di reagenti.

### Sintesi da chetoni
Generalmente, gli schemi sintetici che iniziano con i chetoni implicano la conversione del chetone con il desiderato sostituente a diaziridina. Le diaziridine vengono successivamente ossidate per formare le diazirine desiderate.
Le diaziridine possono essere preparate dai chetoni mediante ossimazione, seguite dalla tosilazione (o mesilazione) e infine per trattamento con ammoniaca. Generalmente, le reazioni di ossimazione vengono eseguite facendo reagire il chetone con cloruro di idrossilammonio in ambiente caldo con la presenza di una base come la piridina. Successiva tosilazione o mesilazione dell'ossigeno alfa sostituito con tosile o mesil cloruro in presenza di una base produce la tosil o la mesil ossima.Il trattamento finale del tosile o del mesil ossima con ammoniaca produce la diaziridina.

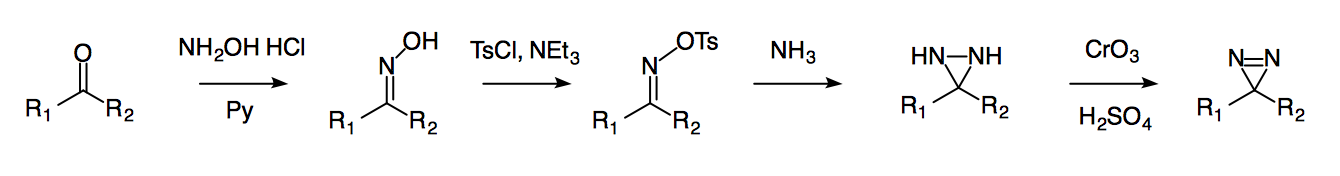
Sintesi diaziridina da ossimazione, tosilazione, e trattando con ammoniaca.

Le diaziridine possono anche essere prodotte direttamente dalla reazione di chetoni con ammoniaca in presenza di un agente amminico come la clorammina o l'HOSA.
L'ossidazione delle diaziridine a diazirine si effettua con numerosi metodi. Questi includono l'ossidazione di reagenti basati sul cromo come l'ossidazione di Jones,l'ossidazione da iodio e trietilammina, l'ossidazione da ossido di argento, l'ossidazione da cloruro di ossalile, o addirittura l'ossidazione elettrochimica su un anodo platino-titanio.

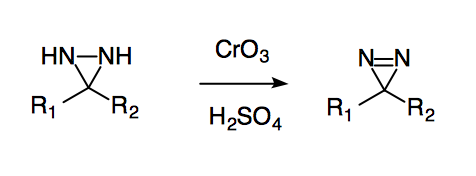
Ossidazione di Jones di una diaziridina a una diazirina.

### Sintesi dalla reazione di Graham
Le diazirine si formano in alternativa in un processo one-pot usando la reazione di Graham. In questo schema, le amidine possono essere convertite direttamente in diazirine mediante ossidazione dell'ipoalite. Questa reazione produce una diazirina alogenata, che può essere ulteriormente modificata.

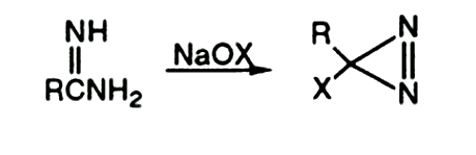
La reazione di Graham come sintesi della diazirina, dove X = Cl o Br.

L'alodiazirina di cui sopra può essere soggetta a una reazione di scambio per l'ulteriore funzionalizzazione del diazirene. In tali reazioni, nucleofili anioni, come il fluoruro di tetra-n-butilammonio o il methossitetra-n-butilammonio, possono sostituire gli alogeni producendo rispettivamente una fluorodiazirina o una metossi-diazirina.

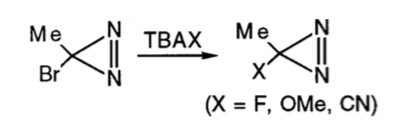
Reazione di scambio di diazirine usando vari anioni e lo ione opposto tetra-n-butilammonio.

## Chimica
Dopo irradiazione con luce UV, le diazirine formano come specie reattiva il carbene. Il carbene può esistere nella forma di singoletto, dove i due elettroni liberi occupano lo stesso orbitale, o nella forma di tripletto, con due elettroni non accoppiati in orbitali differenti.

Decomposizione diazirine con luce UV.

### Prodotti carbeni in tripletto o singoletto

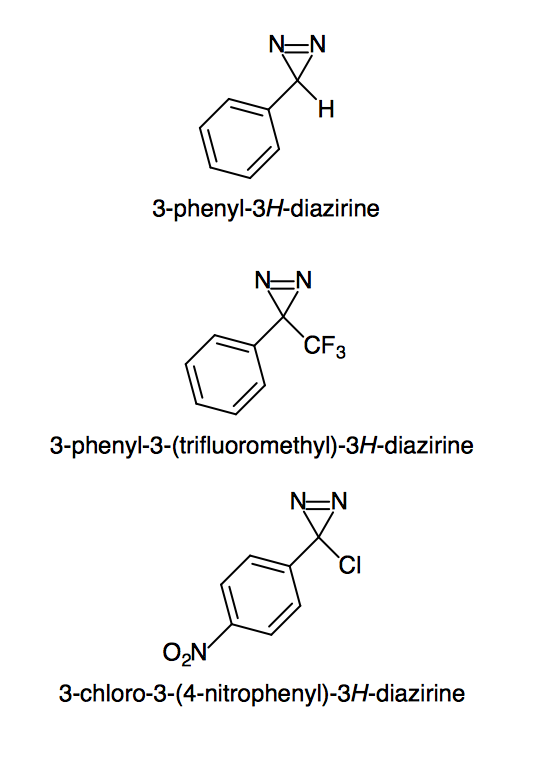
Tre composti delle diazirine.
Fenildiazirine
Trifluorometilfenildiazirine
p-nitrofenilclorodiazirine.

I sostituenti sulla diazirina influenzano la specie di carbene generata dopo l'irradiazione e successiva scissione fotolitica. I sostituenti che sono donatori di elettroni in natura possono dare densità di elettroni all'orbitale p vuoto del carbene che si formerà, e quindi stabilizza lo stato di singoletto. Ad esempio, la fenildiazirina produce il fenilcarbene nello stato di singoletto del carbene mentre la p-nitrofenilclorodiazirina o la trifluorofenildiazirina producono i rispettivi prodotti nello stato di tripletto del carbene.
I sostituenti donatori di elettroni possono anche promuovere la fotoisomerizzazione al composto diazoico, piuttosto a quello del carbene singoletto, e quindi questi composti sono sfavoriti per l'uso in analisi biologiche. Invece, le trifluoroarildiazirine in particolare evidenzia stabilità favorevole e qualità fotolitiche e sono comunemente usati in applicazioni biologiche.
I carbeni prodotti dalle diazirine si raffreddano rapidamente per reazione con le molecole d'acqua, e quindi la resa per i test di reticolazione fotoreattivi sono spesso bassi. Tuttavia, poiché questa funzione riduce al minimo l'etichettatura non specifica, questo è in realtà un vantaggio dell'uso di diazirine.
Nella figura accanto si vedono tre esempi: fenildiazirine produce carbeni nel singoletto mentre trifluorometilfenildiazirine e p-nitrofenilclorodiazirine produce carbeni nello stato di tripletto.

## Uso come reagenti di reticolazione fotoreattivi
Le diazirine sono spesso utilizzate come reagenti di reticolazione fotoreattivi, come i carbeni reattivi su cui si formano l'irradiazione con luce UV può essere inserita nei legami C-H, N-H e O-H. Ciò si traduce in una etichettatura dipendente dalla prossimità di altre specie con il composto contenente diazirina.
Le diazirine sono spesso preferite ad altri reagenti di reticolazione fotoreattivi a causa delle loro dimensioni più piccole e più lunghe lunghezza d'onda di irradiazione, breve periodo di irraggiamento richiesto e stabilità in presenza di vari nucleofili e in condizioni sia acide che basiche. Il benzofenone, che forma specie carbonili triplette reattive dopo irradiazione, quest'ultime spesso richiedono lunghi periodi di irradiazione che possono produrre etichette non specifiche e inoltre sono spesso inerti a vari solventi polari. Altri agenti come le aril azidi richiedono una bassa lunghezza d'onda d'irradiazione, che può danneggiare le macromolecole biologiche in esame.

### Esempi in studi di etichettamento recettori
Le diazirine sono ampiamente utilizzate negli studi di etichettatura dei recettori. Questo perché gli analoghi contenenti diazirina di vari ligandi possono essere sintetizzati e incubati con i loro rispettivi recettori e quindi successivamente esposti alla luce per produrre carbeni reattivi. Il carbene si lega in modo covalente ai residui nel sito di legame del recettore. Il composto di carbene può includere un marcatore o un codice bioortogonale mediante il quale la proteina di interesse può essere isolata. La proteina può quindi essere assimilata e sequenziata mediante spettrometria di massa in base all'identità del legante residuo contenente carbene, e quindi all'identità del sito di legame nel recettore.
Esempi di diazirine utilizzate in studi di etichettamento:
- La scoperta di un recettore brassinosteroide per gli ormoni vegetali di brassinosteroidi di Kinoshita et al. I ricercatori hanno usato un analogo di ormone vegetale con una frazione di reticolazione diazirina e un marcatore di biotina per isolare l'identità del nuovo recettore.[23] Questo studio ha portato a una serie di studi simili condotti per quanto riguarda gli altri ormoni vegetali.

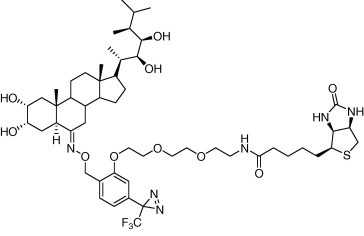

- La scoperta del nuovo non-CB1/CB2 recettore cannabinoide usando anandamide sonde analoghe contenenti un gruppo diazirina di Balas et al.[24]

- La cavità legante dell'agente ipnotico propofol nel recettore GABAA utilizzando una diazirina contenente l'analogo propofol di Michael A. Hall et al.[25]

### Esempi in studi enzima-substrato
In maniera analoga all'etichettamento del recettore, le diazirine contengono composti che sono analoghi di substrati naturali e sono stati anche usati per identificare le sacche leganti degli enzimi. Alcuni esempi sono:
- La sintesi di una diazirina contenente l'analogo dell'etoposide, un targeting anti-droga ampiamente usato detto topoisomerasi II, che promette l'identificazione del sito di legame dell'etoposide, uno studio condotto da Gaik-Lean Chee et al.[26]

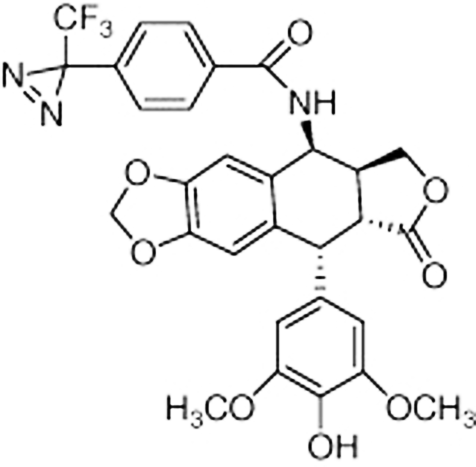
Analogo etoposide con diazirina

- La scoperta che gli inibitori della gamma-secretase tipo caprolattame colpiscono la subunità SPP della gamma-secretase, che è implicata nella malattia di Alzheimer.[27]

### Esempi nello studio degli acidi nucleici
Le diazirine sono state utilizzate anche in esperimenti di etichettatura di fotoaffinità che coinvolgono gli acidi nucleici. Esempi:

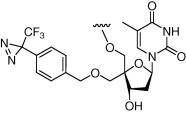

- Incorporazione di una frazione molecolare di diazirina su uno zucchero nucleosidico in un polimero del DNA per indagare le interazioni tra la scanalatura minore del DNA e la DNA polimerasi.[28]

- Incorporazione di una frazione molecolare di diazirina su una base di nucleosidi in un polimero del DNA per studiare il modo di riparazione del DNA dovuto alle proteine.[29]

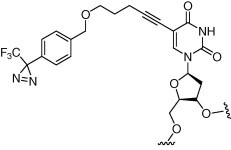

Le diazirine sono state anche utilizzate per studiare le interazioni tra lipidi e proteine, ad esempio l'interazione di vari sfingolipidi con proteine in vivo.